# Tammy Jackson
Tammy Jackson, född 3 december 1962 i Gainesville i Florida, är en amerikansk basketspelare som tog tog OS-brons 1992 i Barcelona. Detta var USA:s första OS-brons i dambasket någonsin. Hon studerade vid University of Florida där hon även spelade mycket basket.